# Vigilância

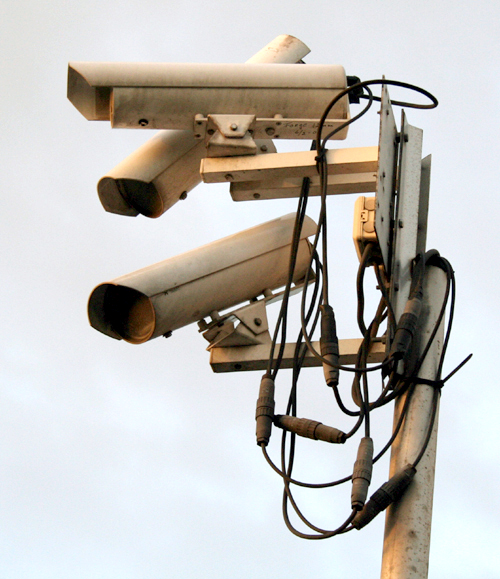
Câmera de segurança no Gillette Stadium, em Foxborough, Massachusetts.

Vigilância é a atividade de monitoramento e acompanhamento de comportamento e atividades de pessoas ou locais, geralmente com finalidade de garantir a segurança pública ou a segurança patrimonial.

## Finalidades
A vigilância é utilizada por governos e instituições paraː a aplicação da lei; manter a fiscalização, controle social e segurança; reconhecer e monitorar as ameaças; e impedir/investigar atividades criminosas.

## História
Com o advento de programas como o Total Information Awareness e ADVISE e de tecnologias informatizadas no compartilhamento de informações como as tecnologias de biometria, a vigilância tornou-se uma atividade cada vez mais explorada.

## Métodos

### Câmeras
Câmeras de vigilância são câmeras de vídeo usadas com o objetivo de observar uma área. Eles geralmente são conectados a um dispositivo de gravação ou rede IP e podem ser observados por um segurança ou agente da lei. As câmeras e o equipamento de gravação costumavam ser relativamente caros e exigiam pessoal humano para monitorar as imagens das câmeras, mas a análise das imagens foi facilitada pelo software automatizado que organiza as imagens de vídeo digital em um banco de dados pesquisável e pelo software de análise de vídeo. Em 2018, foi relatado que a China tinha uma enorme rede de vigilância de mais de 170 milhões de câmeras de CFTV, com 400 milhões de novas câmeras que deverão ser instaladas nos próximos três anos, muitas das quais usam  tecnologia de reconhecimento facial. O sistema de vigilância do povo chinês desenvolveu com sucesso câmeras de vigilância com uma resolução de 500 megapixels.

### Computador
A grande maioria da vigilância por computador envolve o monitoramento de dados e tráfego na Internet.

### Redes sociais
Uma forma comum de vigilância é criar mapas de redes sociais com base em dados de sites de redes sociais como Facebook, Telegram, Twitter, além de informações de análise de tráfego de registros de chamadas telefônicas, como os do banco de dados de chamadas da NSA e as conversas de Moro com os promotores.

### Telefones
Antes da era dos telefones celulares, eles costumavam se referir ao toque nas linhas telefônicas por meio de um método chamado escutas telefônicas. A escuta telefônica agora foi substituída por um software que monitora os telefones celulares dos usuários. Embora a vigilância por telefone celular seja realizada por grandes organizações há muito tempo, especialmente por pistas de atividades ilegais, cada vez mais essa vigilância agora é realizada por indivíduos por motivos pessoais.

### Vigilância biométrica
A vigilância biométrica é uma tecnologia que mede e analisa características físicas e/ou comportamentais humanas para fins de autenticação, identificação ou triagem.

## Críticas
Muitos grupos, como os de liberdades civis (Electronic Frontier Foundation e União Americana pelas Liberdades Civis), alegam que algumas atividades de vigilância ferem os princípios da privacidade, e expressaram preocupação com o aumento contínuo da vigilância dos governos aos cidadãos.